# Giovanni Hernández
Giovanni Hernández (ur. 16 czerwca 1976 w Cali) – kolumbijski piłkarz występujący na pozycji pomocnika.

## Kariera klubowa
Hernández zawodową karierę rozpoczynał w 1993 roku w zespole Once Caldas. Jego barwy reprezentował przez jeden sezon. W 1994 roku odszedł do Amériki Cali. W trakcie sezonu 1996 został graczem zespołu Independiente Medellín. Tam z kolei spędził 3,5 sezonu. W 2000 roku przeszedł do Deportivo Cali, gdzie spędził 4 sezony.
W 2003 roku Hernández podpisał kontrakt z argentyńskim Colón. W Primera División Argentina zadebiutował 2 sierpnia 2003 roku w zremisowanym 0:0 pojedynku z Racing Club. 16 kwietnia 2004 roku w zremisowanym 3:3 spotkaniu z Quilmes strzelił 2 gole, które były jednocześnie jego pierwszymi w Primera División Argentina. W Colónie grał przez 2 lata.
W 2007 roku Hernández odszedł do chilijskiego CSD Colo-Colo. W tym samym roku zdobył z nim mistrzostwo fazy Apertura oraz Clausura. W 2008 roku wrócił do Kolumbii, gdzie został graczem klubu Atlético Junior. W 2010 roku zdobył z nim mistrzostwo fazy Apertura.

## Kariera reprezentacyjna
W reprezentacji Kolumbii Hernández zadebiutował w 1997 roku. W 2001 roku został powołany do kadry na Copa América. Na tamtym turnieju, wygranym przez Kolumbię, zagrał w meczach z Wenezuelą (2:0), Ekwadorem (1:0), Chile (2:0), Peru (3:0), Hondurasem (2:0) i Meksykiem (1:0). W spotkaniu z Peru strzelił także gola.
W 2003 roku uczestniczył w Pucharze Konfederacji. Wystąpił na nim w pojedynkach z Francją (0:1), Nową Zelandią (3:1), Japonią (1:0), Kamerunem (0:1) i Turcją (1:2). W spotkaniach z Nową Zelandią, Japonią i Turcją zdobył po jednej bramce. Tamten turniej Kolumbia zakończyła na 4. miejscu.
W tym samym roku Hernández znalazł się w zespole na Złoty Puchar CONCACAF. Zagrał na nim w meczach z Jamajką (1:0), Gwatemalą (1:1) i Brazylią (0:2). Z tamtego turnieju Kolumbia odpadła w ćwierćfinale.